# Space Needle
Space Needle (englisch für Weltraumnadel) ist ein 184 Meter hoher Aussichts- und Restaurantturm in Seattle, der zur Century 21 Exposition, der Weltausstellung von 1962, errichtet wurde. Nachdem sich der Beginn der Bauarbeiten unter anderem durch eine ungeklärte Finanzierungsfrage hingezogen hatte, konnte er in einjähriger Bauzeit rechtzeitig fertiggestellt werden. Das Turmbauwerk war das erste mit einem Drehrestaurant in Nordamerika. In den folgenden Jahrzehnten diente es zahlreichen Fernseh- und Aussichtstürmen weltweit als Vorbild.
Das achthöchste Bauwerk der Stadt prägt deren Skyline und wurde damit zum Wahrzeichen von Seattle. Zum Zeitpunkt der Fertigstellung des Baues war die Space Needle nach den Pylonen der Golden Gate Bridge das zweithöchste Bauwerk der Vereinigten Staaten westlich des Mississippi. Der futuristische Stil der Space Needle wird der Architektur- und Designform Googie zugerechnet und ist dem Ausstellungsmotto „Das Leben des Menschen im Weltraumzeitalter“ angepasst. Am 19. April 1999 wurde die Space Needle von der Stadt offiziell zur historischen Landmarke erklärt. Sie wird als touristisches Ziel im Jahr von über einer Million Menschen besucht.

## Geschichte

### Hintergrund und Planung
Der Vorsitzende der Weltausstellungskommission von 1962, Edward E. Carlson, hatte durch einen Besuch im Frühjahr 1959 auf dem Stuttgarter Fernsehturm die Idee, ein Turmrestaurant für die Veranstaltung zu errichten. Er informierte sich eingehend über den Turm und stellte auch fest, dass er wirtschaftlich ein großer Erfolg war. Bereits während seines Besuches in Stuttgart entstand die Idee unter dem Projektnamen Space Needle. Gerade für das Ausstellungsmotto „Das Leben des Menschen im Weltraumzeitalter“, das im Zeichen des Wettlaufs ins All stand, schien die Idee eines „Restaurants im Himmel“ für Carlson besonders geeignet zu sein, eine beeindruckende Architektur für die Messe, aber auch ein Wahrzeichen für die Stadt zu schaffen.
Der Architekt John Graham Jr. (1908–1991) erhielt den Auftrag, entsprechende Pläne zu erstellen. Graham hatte zuvor für das Einkaufszentrum Ala Moana Center in Honolulu ein Drehrestaurant entworfen und schlug dies – da er das Patent darauf innehatte – auch für den Turm in Seattle vor. Die ersten Entwürfe im Sommer 1959 sahen einen schlanken, stelzenartigen Fuß mit einem Turmkorb vor. Der Designer Art Edwards schlug einen ellipsoiden Turmkorb vor, der einem Ballon glich. Da Edwards in seinem Vorentwurf keinen Platz für Fahrstühle vorsah, überarbeitete er seine Arbeit dergestalt, dass er die Aufzüge entlang eines spiralförmigen Fußes integrierte. Für zusätzlichen Halt sollten Kabel zwischen dem Erdboden und dem Turmkorb sorgen. In seinem eingereichten Vorschlag war eine Kombination des Restaurants mit einem Planetarium an der Turmspitze vorgesehen. Diese und andere Ausarbeitungen muteten recht abenteuerlich an; ihre statische Machbarkeit musste zunächst überprüft werden.
Unterdessen wurde die Frage der Finanzierung erörtert. Erste Expertisen ergaben, dass das Projekt mehrere Millionen Dollar Kosten verursachen würde. Während einer Sitzung am 5. Dezember 1959 im Beisein des Gouverneurs des Bundesstaates Washington Albert Rosellini und Edward Carlson wurde unter anderem die Finanzierung besprochen. Dabei wurden auch die örtlichen Fernsehstationen mit dem Ziel eingeladen, sie an dem Projekt als Investoren zu beteiligen. Diese winkten jedoch ab und zeigten kein Interesse, auf der Space Needle Fernsehantennen zu errichten.

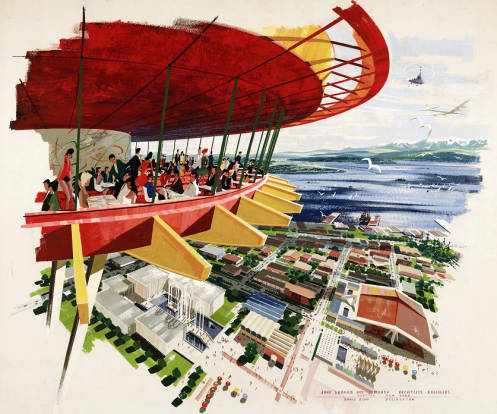
Entwurfsgrafik zum Turmrestaurant (1960)

Mit den ersten ingenieurtechnischen Überarbeitungen, die den Turmschaft dick und massiv gestalteten, waren die Designer nicht zufrieden. Sie befanden, dass er damit seine Eleganz verlieren würde. Graham holte den Ingenieur Victor Steinbrueck ins Team, der die Entwürfe prüfen sollte. Steinbrueck präsentierte im Sommer 1960 einen baufähigen Entwurf, der bereits die geschwungenen Stelzen enthielt. Durch eine Taillierung im oberen Drittel wirkte er filigran und wenig behäbig. Der Turmkorb neigte sich in Fortsetzung zu den Stützpfeilern nach außen. Steinbruecks Entwurf wurde im Wesentlichen für die umgesetzte Fassung übernommen. Lediglich der Turmkorb wurde an die Idee angepasst und erhielt die Form einer umgedrehten Untertasse mit pagodenähnlichem Abschluss. Während die Architektur einer Formfindung näherkam, war im August 1960 die Finanzierung des Turms immer noch ungeklärt. Nachdem auch die Einbindung von drei Countys als Investoren gescheitert war, wurde das Projekt aus rein privater Hand finanziert. Unter den Investoren waren der Architekt John Graham und Howard S. Wright, der Eigentümer des ausführenden Bauunternehmens, sowie die Geschäftsleute Bagley Wright, Ned Skinner und Norton Clapp.
Die Standortfrage blieb bis ins Jahr 1961 hinein ungeklärt. Neben vertraglichen Problemen musste auch sichergestellt werden, dass der Untergrund das tonnenschwere Fundament tragen konnte. Für 75.000 Dollar kaufte schließlich John Graham ein quadratisches Grundstück mit 36,5 Meter Seitenlänge. Da sich die Banken immer noch weigerten für das Vorhaben einen Kredit zu geben, wurde der Kauf über Grahams Unternehmen abgewickelt. Nachdem die fehlenden bautechnischen Expertisen beigebracht wurden und John Graham zuletzt auch vom ursprünglich geplanten Baustoff Beton auf Stahl umschwenkte, erklärte sich am 8. März 1961 ein Konsortium aus mehreren Banken bereit, die Finanzierung sicherzustellen. Für die rechtliche Abwicklung wurde die Gesellschaft Pentagram Corporation gegründet. Der Auftrag zur Bauausführung ging an das in Portland ansässige Unternehmen Howard S. Wright. Vor Baubeginn testete ein Team unter der Leitung des Ingenieurprofessors Alfred Lawrence Miller (1897–1965) am 24. März 1961 ein 1,82 Meter hohes Modell des Turms im Windkanal der University of Washington.

### Baugeschichte

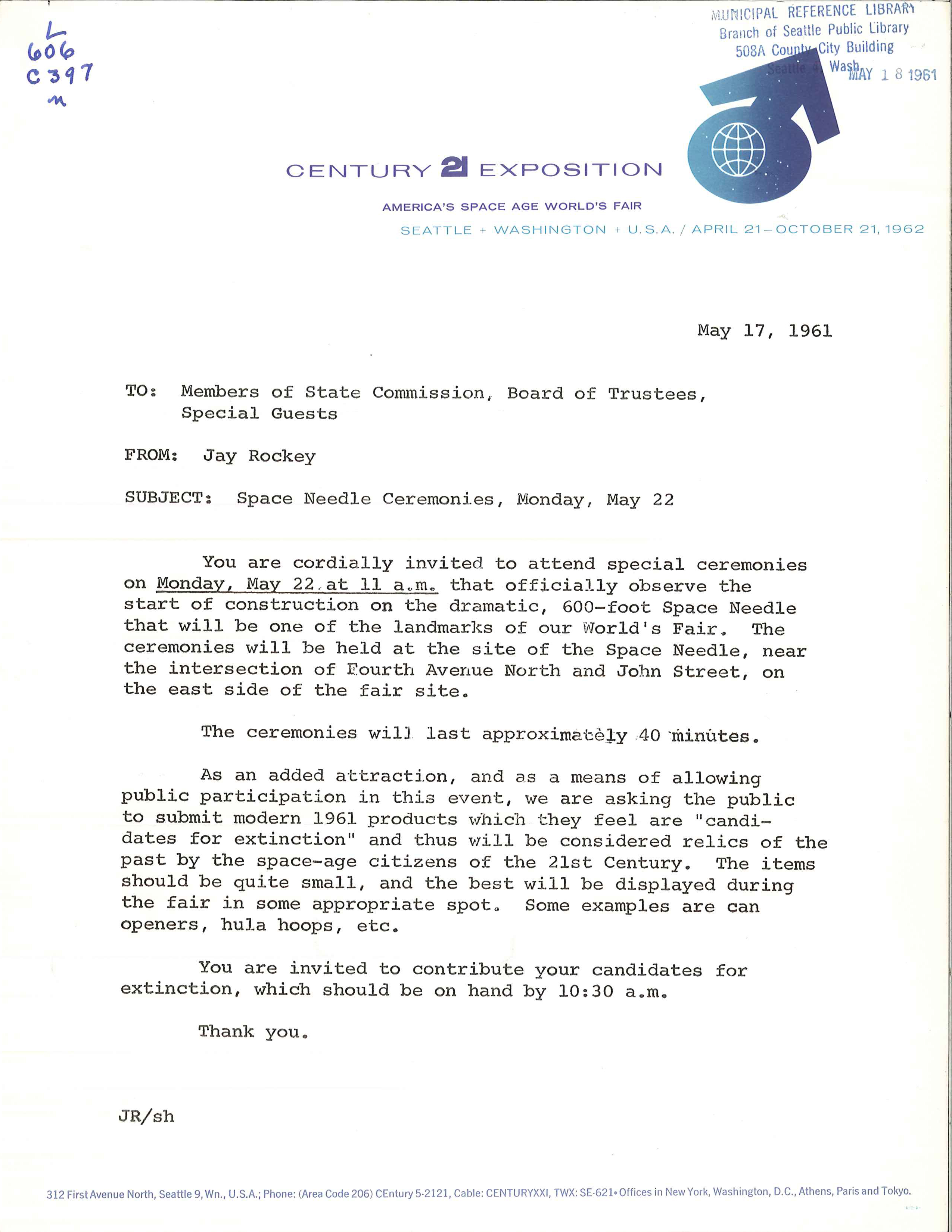
Einladung zum ersten Spatenstich der Space Needle

Die Bauarbeiten wurden am 17. April 1961 aufgenommen. Da sich die Arbeiten am Bauwerk aufgrund der lange ungeklärten Finanzierung und langwierigen Grundstücksfindung verzögerten, mussten die Bauarbeiten selbst mit ungewöhnlicher Schnelligkeit vollzogen werden, um die Space Needle noch rechtzeitig zur Weltausstellung fertigstellen zu können. Die lokale Presse begleitete die Arbeiten, wie auch die Vorbereitungen der gesamten Weltausstellung, mit entsprechender Skepsis, was die fristgerechte Fertigstellung betraf.
Die Aushubarbeiten für das Fundament waren nach elf Tagen abgeschlossen. In dem 9,10 Meter tiefen Y-förmigen Aushub wurde eine insgesamt 250 Tonnen schwere Stahlkonstruktion montiert, die mit Beton umschlossen wurde. Das Betonieren, das um 5 Uhr morgens am 26. Mai 1961 begann, dauerte nur zwölf Stunden. In dieser Zeit wurden ununterbrochen 467 Lastwagenladungen mit insgesamt 5600 Tonnen Beton in den Fundamentblock eingebaut. Die 27,4 Meter langen und gut 40 Tonnen schweren, geschwungenen Doppelstahlbeine entlang des Turmschafts wurden aus Chicago bis nach Seattle verschifft und anschließend per Tieflader an die Baustelle zur Montage geschafft. Der erste mit dem Fundament verbundene Stahlfuß ragte bereits im Juni 1961 in die Höhe. Um zu erreichen, dass das 113 Meter lange Mittelteil die Krümmung erhält, war es notwendig, die Einzelteile mit 89 Zentimeter langen und rund 150 Kilogramm schweren L-förmigen Balken miteinander zu verschweißen. Diese Präzisionsarbeiten wurden von Pacific Car and Foundry’s (heute: Paccar Inc.) vorgenommen. Für den Transport der Bauteile wurde ein Kletterkran an der Spitze des zentralen Schafts angebracht. Der von Pacific Car and Foundry’s konstruierte Kran konnte bis zu 15 Meter lange und etwa 45 Tonnen schwere Teile heben. Die Krümmung der Balken wurde dadurch erreicht, dass man sie partiell erhitzte. Nachdem sie abgekühlt waren, dehnte sich der breite Teil durch das Erhitzen stärker aus als der engere, was die gewünschte Form hervorbrachte. Während der gesamten Bauarbeiten kam es zu keinem tödlichen Unfall. Am 1. September 1961 erreichte das Bauwerk eine Höhe von 61 Metern.
Je mehr das Turmbauwerk Gestalt annahm und seine Fertigstellung näher rückte, desto mehr wurde es zum Publikumsmagneten. Entsprechend stieg der Vorverkauf von Eintrittskarten für die Weltausstellung an.
Die Bauarbeiten am Turmkorb wurden im November beendet, der Innenausbau und die Malerarbeiten sowie alle baulichen Maßnahmen waren nach acht Monaten komplett abgeschlossen. Der damalige US-Präsident John F. Kennedy besuchte am 16. November 1961 Seattle um eine Rede vor der University of Washington zu halten. Während dieses Aufenthalts fuhr die Präsidentenkolonne auch durch das Messegelände, damit Kennedy sich einen Eindruck vom Baufortschritt der Arbeiten machen konnte. Dies blieb auch der einzige Besuch des Präsidenten auf der Weltausstellung. Pläne, wonach Kennedy diese hätte feierlich schließen sollen, wurden aufgrund der Kubakrise verworfen.
Die ursprüngliche Farbe des Turmkorbs war ein kräftiges Orange, Galaxy Gold genannt. Der Kern wurde in „Orbital Oliv“ gestrichen und die Stelzenkonstruktion in einem „Astronautenweiß“. Der gesamte Anstrich im Januar 1961 benötigte rund 6090 Liter Farbe. Bereits im Dezember 1961 wurden die letzten Bauteile vernietet und damit die Bauarbeiten abgeschlossen. Die Fahrstühle wurden allerdings erst am 20. April 1962 – einen Tag vor Eröffnung der Weltausstellung – in Betrieb genommen. Damit dauerte es vom Entwurfsbeschluss am 8. März 1961 bis zur Fertigstellung 407 Tage.
Mit Vollendung des Turms wurde er zum höchsten Bauwerk der Stadt und löste den 147,5 Meter hohen neoklassizistischen Wolkenkratzer Smith Tower ab. Das Drehrestaurant war nach dem im Einkaufszentrum Ala Moana Center in Honolulu das zweite des Architekten Graham.

### Während derCentury 21 Exposition

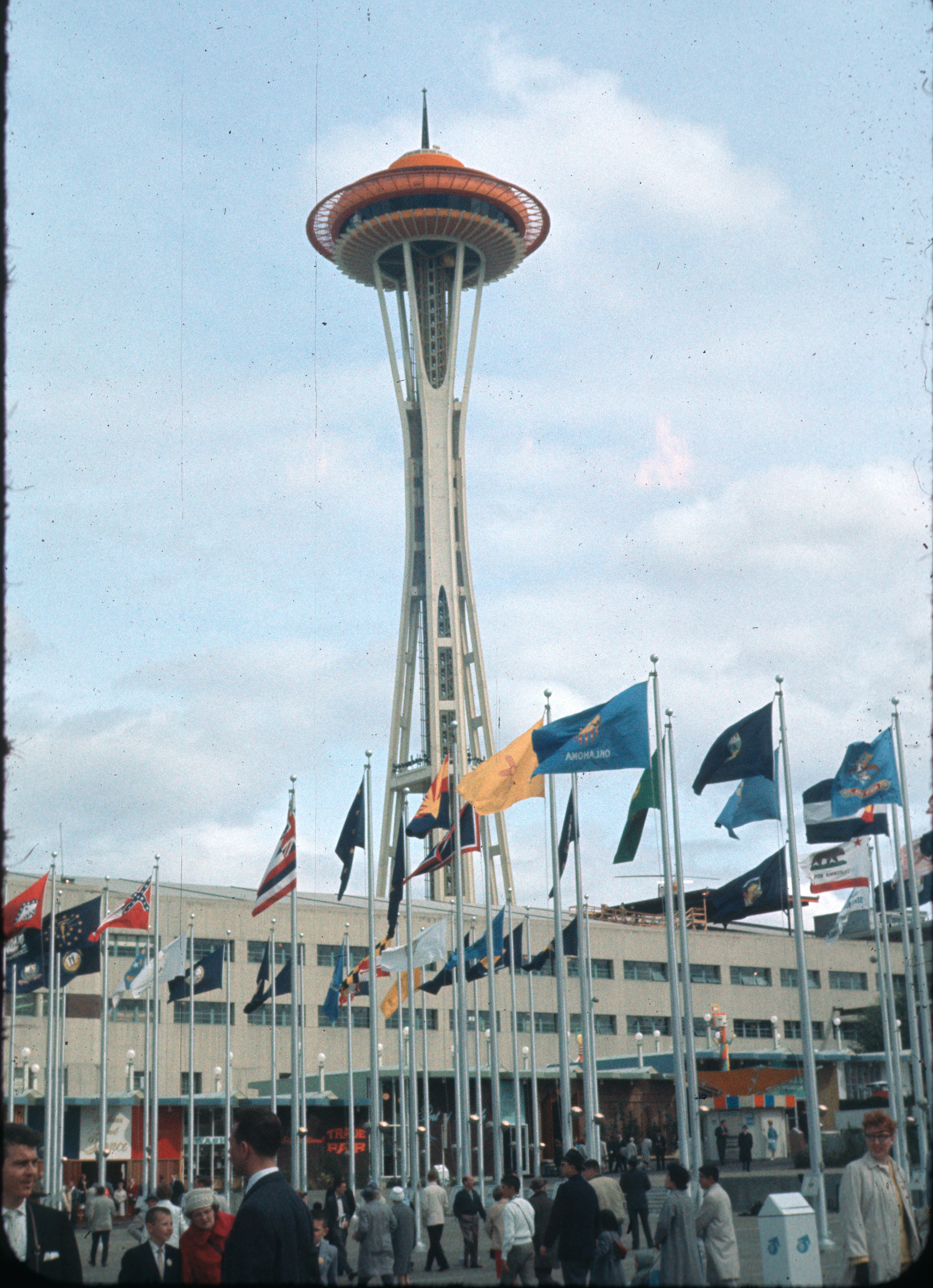
Space Needle zur Eröffnung der Century 21 Exposition im April 1962

Die Space Needle wurde am Eröffnungstag der Weltausstellung Century 21 Exposition für den Publikumsverkehr freigegeben. Innerhalb des Ausstellungsgeländes befand sich der Turm am nordwestlichen Rand benachbart zum Haltepunkt der Einschienenbahn, dem Food Circus und dem Federal Science Pavillon. Während der Weltausstellung bestiegen rund 2,3 Millionen der insgesamt 9.634.601 Ausstellungsbesucher den Turm. Der Eintrittspreis zur Eröffnung betrug 1 Dollar für Erwachsene und 75 Cent für Kinder. Der starke Ansturm auf den Turm während der Weltausstellung verursachte vor dem Aufzug Wartezeiten von bis zu drei Stunden. Nach ursprünglichen Schätzungen war man lediglich von 1,65 Mio. Besuchern ausgegangen.
Zur Eröffnung trug das Turmrestaurant noch den Namen Eye of the Needle. In der Anfangszeit wurde es von der Gesellschaft Western International Hotels gemietet und betrieben. Ein Frühstück im Restaurant kostete während der Messe 6 Dollar; das durchschnittliche Jahreseinkommen betrug in den USA Anfang der 1960er Jahre rund 4800 Dollar. Am 25. April wurde auf der Space Needle eine eigene Poststation eröffnet; sie wurde während der gesamten Ausstellung betrieben. Den ersten Brief über diese Poststelle verschickte Senator Warren G. Magnuson an den damaligen Präsidenten John F. Kennedy; er war mit der Weltausstellungs-Briefmarke frankiert und schlug dem Präsidenten vor, die Weltausstellung zu besuchen. Zu einem besonderen Spektakel während der Weltausstellung gehörte eine Stuntdarbietung, bei der ein Artist des Circus Berlin mit einem Motorrad und einem Seiltänzer in einer unter dem Motorrad angebrachten Bügelkonstruktion auf einem gespannten Kabel zwischen dem Memorial Stadium und dem Turmschaft auf 114,6 Meter Höhe freihändige Kunststücke vorführte.
Nach Ablauf der Messe bot die rund 50 Kilometer südlich von Seattle gelegene Kleinstadt Fife an, die Space Needle für eine Million Dollar Seattle abzukaufen und nach Fife zu versetzen.

### Seit den 1960er Jahren

Space Needle und Umgebung (1977)

Dem ersten größeren Erdbeben musste die Space Needle am 29. April 1965 standhalten. Das Beben mit einer Stärke zwischen 6,5 und 7,0 auf der Richterskala ließ den Turm zwar leicht wanken, fügte ihm jedoch keinen Schaden zu. Aus Sicherheitsgründen wurde er dennoch an dem Tag für die Öffentlichkeit geschlossen. Bis zur Eröffnung des 192 Meter hohen Bürogebäudes Safeco Plaza im Jahr 1969 blieb die Space Needle das höchste Bauwerk der Stadt. Im Jahr 1968 wurde das auffällige Farbschema des Turmkorbs auf das „Astronautenweiß“ abgeändert.
Im Rahmen einer Werbeaktion wurde 1974 auf dem Aussichtsgeschoss für einen DJ ein rund 110 Quadratmeter großes Apartment mit Senderaum eingerichtet. Im selben Jahr wurde auf der Freiluftplattform ein Sicherheitsgitter installiert. Drei Selbstmörder hatten sich bis dahin von der Aussichtsplattform gestürzt. Ein weiterer Selbstmord ereignete sich 1978. Weitere Versuche, sich mit Selbstmordabsichten durch das Gitter zu zwängen, konnten von den Sicherheitskräften vereitelt werden.
1976 veräußerten drei der fünf ursprünglichen Investoren Bagley Wright, Ned Skinner und Norton Clapp ihre Anteile an der Pentagram Corporation. Die verbleibenden zwei Investoren Howard S. Wright und John Graham teilten in den frühen 1980er Jahren den Besitz unter sich auf, so dass Wright alleiniger Besitzer blieb. Inzwischen ging der Anteil an seinen Sohn und Vorsitzenden der Space Needle Corporation Jeffrey Wright über.
Anfang der 1980er Jahre wurde das Drehrestaurant modernisiert und grundlegend überarbeitet. Gleichzeitig wurde im unteren Teil der Pfeilerkonstruktion auf 30,5 Meter Höhe ein zweistöckiger Pavillon für Empfänge eingerichtet. In den späten 1980ern wurden die Parkmöglichkeiten am Bauwerk erweitert und der spärliche Eingangsbereich modernisiert. Damit wurde auch eine Phase von steten Veränderungen und Verbesserungen eingeleitet, die in den nächsten 15 Jahren sukzessive umgesetzt wurden. Als im Juni 1987 die National Oceanic and Atmospheric Administration ihr zehnjähriges satellitengestütztes Projekt zur Überarbeitung von Land- und Seekarten begann, wurde festgestellt, dass im Vergleich zu den alten Karten die Position der Space Needle um 95 Meter nach Süden korrigiert werden musste. Seit dem Neujahrsfest 1992 etablierte sich am Turm eine jährlich wiederkehrende Tradition. Dazu werden entlang des gesamten Bauwerks Feuerwerkskörper angebracht, die zum Jahreswechsel gezündet werden. Die Feierlichkeiten, die inzwischen einen vergleichbaren Status erhalten haben wie die Feiern am New Yorker Times Square, werden auch landesweit im Fernsehen übertragen.

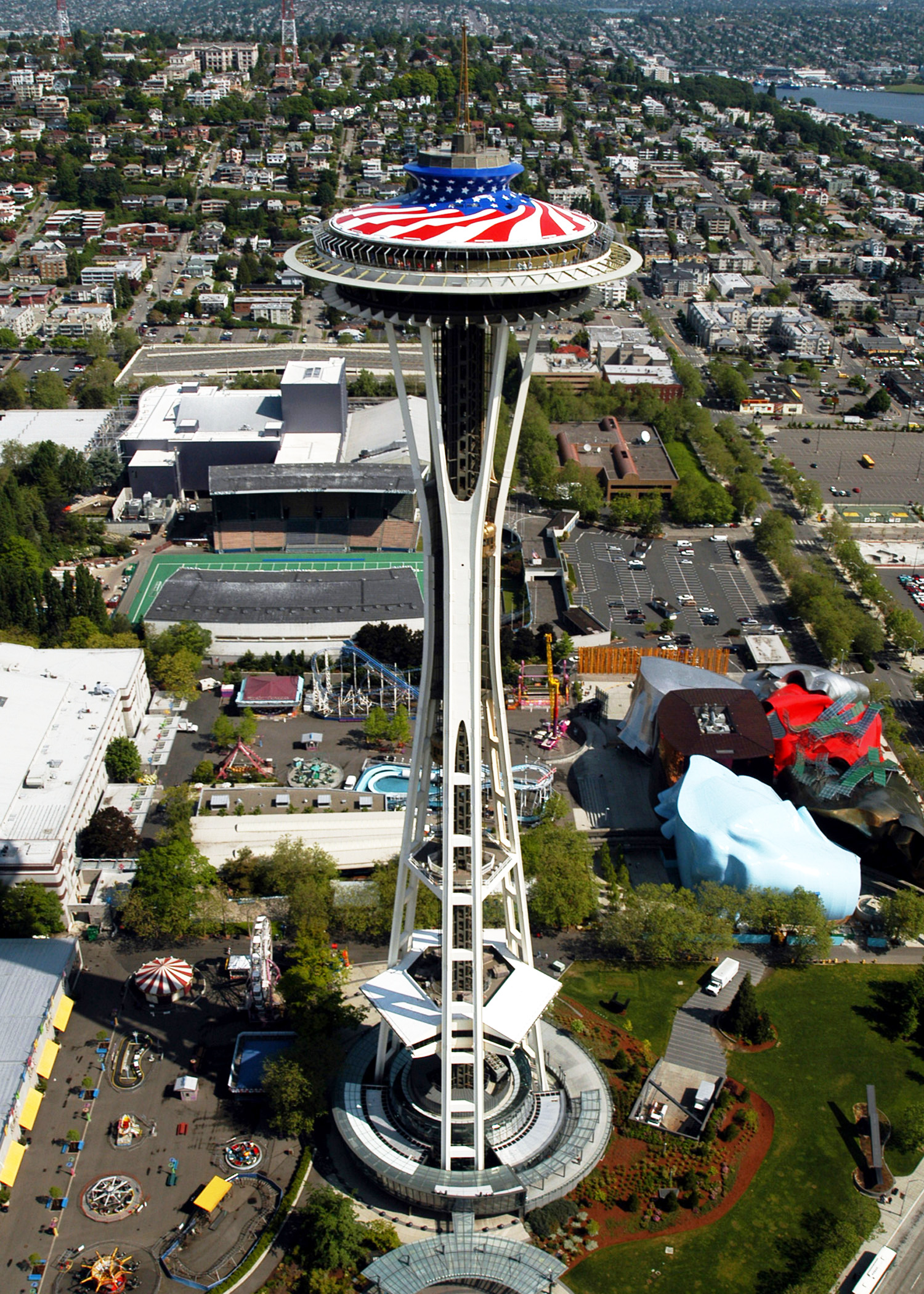
Sonderanstrich des Turmdachs zum Memorial Day im Jahr 2003

Als im Mai 1996 der olympische Fackellauf auf dem Weg nach Atlanta zu den Olympischen Sommerspielen Station in Seattle machte, wurde das Ereignis an der Space Needle mit einem Feuerwerk gefeiert. Zu den Olympischen Winterspielen 2002 in Salt Lake City machte die olympische Fackel ein weiteres Mal Halt am Wahrzeichen von Seattle. Zu besonderen Ereignissen wurde der Aussichtsturm immer wieder medienwirksam eingebunden. So wurden schon zur Gratulation bei sportlichen Erfolgen die Logos der Washington Huskies (Team der University of Washington), der Seattle SuperSonics oder der Seattle Mariners auf dem Turmkorbdach angebracht. Der erste Playoff-Erfolg der Mariners wurde 1995 zelebriert. Dazu wurde ein überdimensionaler Baseball an dem Lamellenring der Aussichtsplattform angebracht.

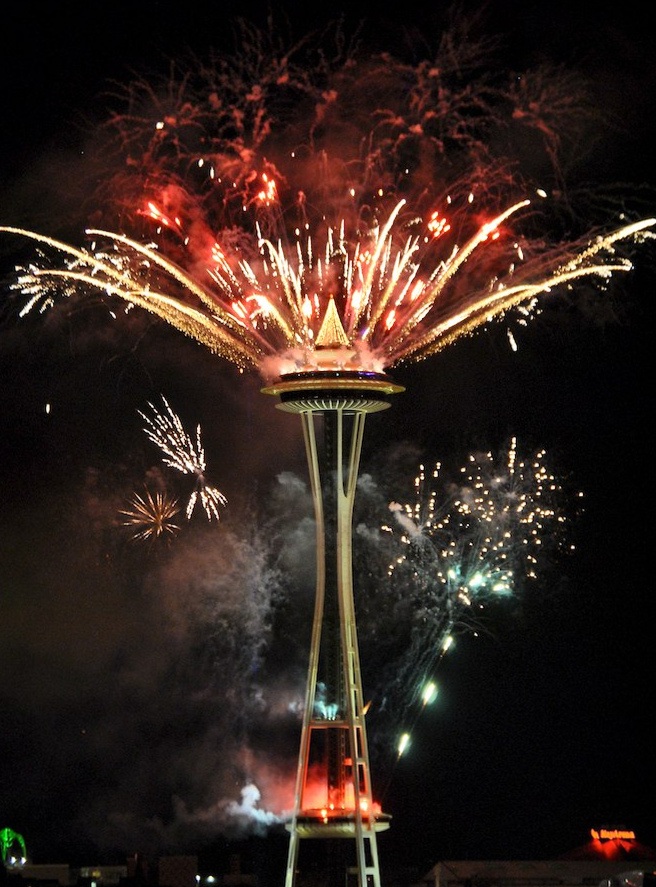
Traditionelles Neujahrs-Feuerwerk an der Space Needle

Die bisher aufwändigste bauliche Veränderung wurde in den Jahren 1999 und 2000 umgesetzt. Sie kostete rund 21 Millionen Dollar, was in etwa dem Gegenwert der ursprünglichen Erbauungskosten entspricht. Nach den originalen Planungsskizzen der Space Needle wurde am Turmfuß ein spiralförmiger Pavillon angebaut. Seit dem 31. Dezember 1999 leuchtet ein 85 Millionen Candela starker Strahler (Skybeam) an nationalen Feiertagen und besonderen Ereignissen direkt von der Turmspitze senkrecht nach oben und bildet optisch damit seine Verlängerung. Die Idee für diese Lichtinstallation wurde von dem Weltausstellungsplakat 1962 adaptiert, auf dem der Turm mit einem solchen Strahler dargestellt wurde, obwohl er damit nicht ausgestattet war. Der Einsatz ist aufgrund der eintretenden Lichtverschmutzung jedoch nicht unumstritten, so dass die ursprünglich angepeilte Verwendung zu 75 Anlässen im Jahr auf etwa ein Dutzend reduziert wurde. In der ersten Jahreshälfte 2005 wurde die Space Needle zur Ausstrahlung von WiMAX Breitbandinternet umgerüstet.
Abgesehen von den 2,3 Millionen Besuchern im Weltausstellungsjahr wird die Space Needle durchschnittlich zwischen 1 und 1,2 Millionen Menschen bestiegen, so dass am 19. Mai 2007 der 45-millionste Besucher begrüßt werden konnte. Der Besucher aus San Francisco erhielt als Geschenk eine Reise für zwei Personen nach Paris inklusive des Eintritts und eines V.I.P.-Abendessens im Eiffelturm. Das Restaurant bedient rund 300.000 Menschen jährlich. Im Mai 2008 erhielt die Space Needle im Rahmen eines Kultursponsorings des Unternehmens Kärcher zum ersten Mal seit der Eröffnung eine professionelle Reinigung. Dazu strahlten Arbeiter, an Halteseilen gesichert, den Turmkorb mit Hochdruckreinigern ab.
Im Zuge der Feierlichkeiten zum 50-jährigen Bestehen wurde das Turmkorbdach im April 2012 erneut in der ursprünglichen Farbe Galaxy Gold angestrichen. Die nur temporär angebrachte Farbe sollte den ganzen Sommer über eine Reihe von Feierlichkeiten begleiten und den Retrolook wiederherstellen.
Im Mai 2018 wurde im unteren Teil des Turmkorbs – auf der sogenannten „Loup“-Ebene – ein Glasboden als neue Attraktion eröffnet. Dieser ist der einzige drehbare weltweit. Der Glasboden wird über 48 Rollen und zwölf Motoren bewegt und lässt sich sowohl in der Geschwindigkeit wie der Drehrichtung steuern.

## Architektur und Bautechnik

### Lage und Umgebung

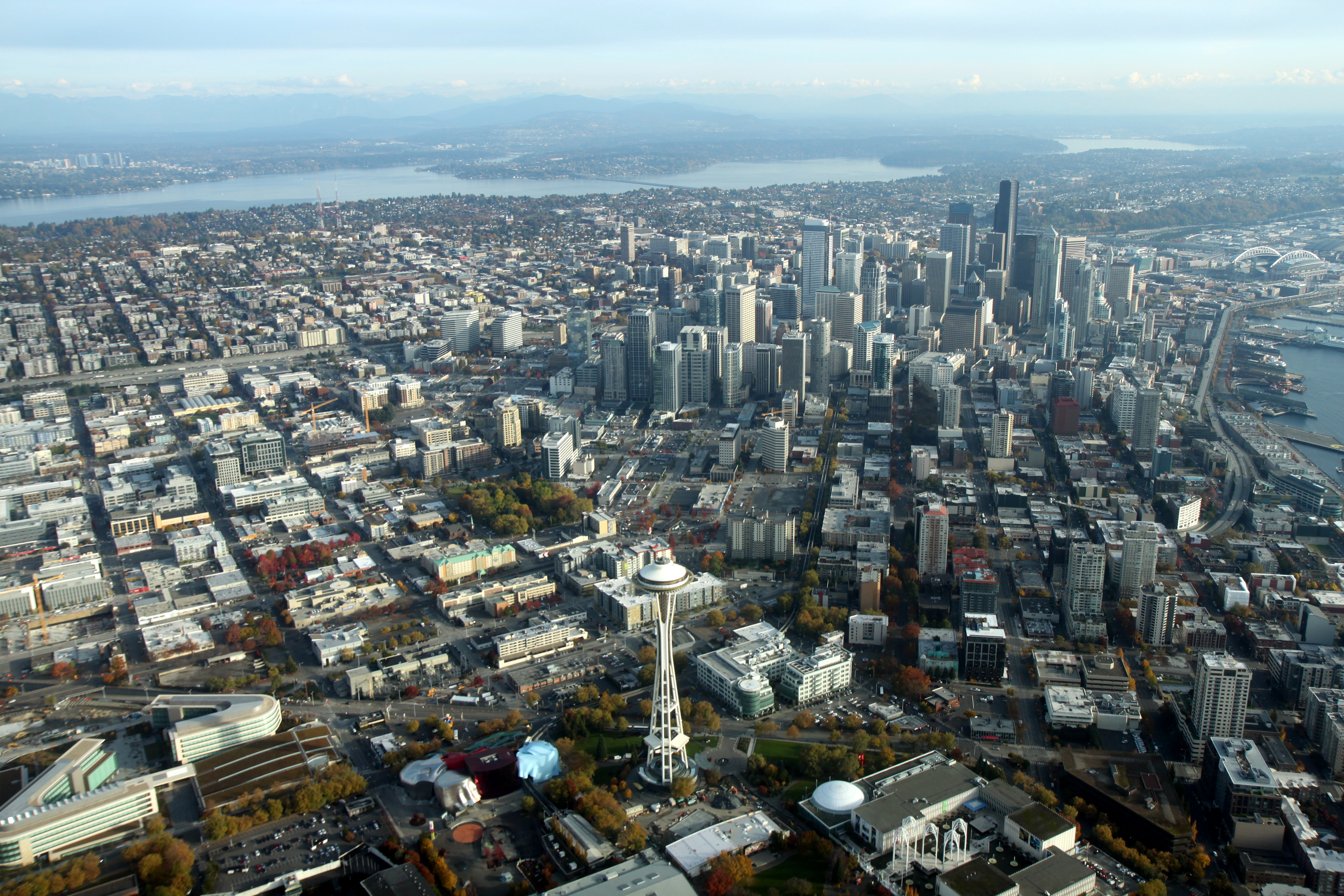
Luftbild Seattles mit der Space Needle im Bildvordergrund

Die Space Needle befindet sich 38,5 Meter über dem Meeresspiegel rund zwei Kilometer nördlich vom Zentrum Seattles im Viertel Lower Queen Anne, im sogenannten Seattle Center, einem 300.000 Quadratmeter großen Parkgelände mit Kultur- und Freizeitangeboten. Damit steht das Wahrzeichen nördlich und abseits der von Hochhäusern dominierten Downtown. Um die Sicht auf das Bauwerk nicht durch hohe Gebäude zu verbauen, erließ die Stadt am 5. September 2001 eine entsprechende Bauverordnung, mit der das von mehreren in der Stadt verteilten Standorten auch in Zukunft gewährleistet bleibt.
In unmittelbarer Nachbarschaft zum Turm befinden sich nördlich die 1948 erbaute Sportstätte Memorial Field und nordöstlich das im Jahr 2000 eröffnete Museum für Popmusik Experience Music Project sowie der Hauptsitz der Bill & Melinda Gates Foundation. Weiterhin in der Nähe befinden sich auf dem Campus südlich vom Turm das Kindermuseum Seattle Children’s Museum und das Wissenschaftsmuseum Pacific Science Center mit den zwei IMAX Kinos Boeing IMAX Theater und PACCAR IMAX Theater. Die als Konzert- und Sporthalle genutzte KeyArena war während der Weltausstellung als Seattle Center Coliseum bekannt und befindet sich nordwestlich vom Turm.
Nördlich der Space Needle befindet sich der westliche Halte- und Endpunkt der 1,6 Kilometer langen, zur Weltausstellung eröffneten Alwegbahn Seattle Center Monorail.

### Fundament und Basisstruktur

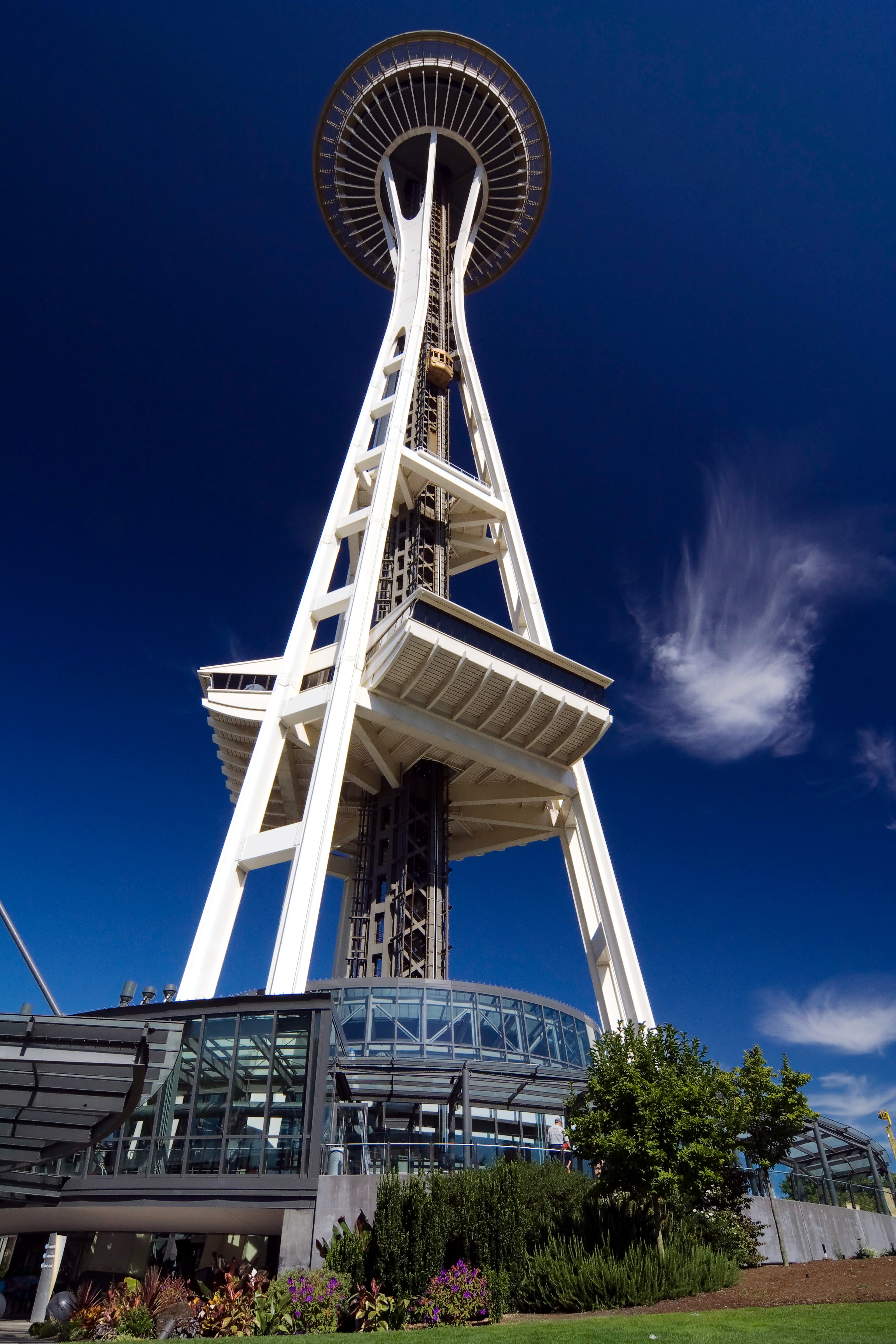
Blick von der Basis

Die Space Needle fußt auf 72 neun Meter tiefen Bolzen, die in einem 5306 Tonnen schweren Y-förmigen Fundamentblock aus Stahlbeton verankert sind. Damit ist das Fundament über 1,5 mal so schwer wie der Turm, was ihn besonders standsicher bei Erdbeben und Stürmen macht, da sich der Schwerpunkt gerade mal 1,52 Meter über dem Erdboden befindet. Ein Erdbeben mit 6,8 auf der Richterskala überstand das Wahrzeichen unbeschadet. Die Konstruktion ist darauf ausgelegt, Beben bis 9,1 standhalten zu können und Stürmen mit Windgeschwindigkeiten von über 322 Kilometer pro Stunde widerstehen zu können, was der höchsten Stufe der Saffir-Simpson-Hurrikan-Windskala entspricht. An heißen Tagen dehnt sich die Space Needle bis zu 2,5 Zentimeter aus und pro 4,4 km/h Windgeschwindigkeit schwankt sie 2,5 Zentimeter von der perfekten Vertikalen.
Die Turmstruktur erwächst aus einem schlanken Turmschaft, an deren Außenseiten zwei Personenaufzüge verkehren, die im Bereich des auskragenden Turmkorbs in den Kern einfahren. Neben den beiden Aufzügen gibt es noch einen Lastenaufzug und eine Wendeltreppe, die in 832 Stufen von der Basis zum Korb führt. Der Turmschaft wird von drei konkav gebogenen Stahlpfeilern gesäumt. Diese sind im unteren Bereich an zwei Stellen durch horizontale Zwischenebenen verbunden und verleihen durch die Krümmung im oberen Viertel dem Schaft ein taillenartiges Aussehen. Die Pfeiler selbst sind ebenfalls an acht Stellen durch horizontale Verbindungsstreben als Zweierpaar zusammengefasst und verschmelzen im Bereich der Taillierung. Oberhalb dieser spreizen sich die von unten paarweise verbundenen Pfeiler auseinander und bilden sechs Auflagepunkte für den Turmkorb.
Am Fuße des Turms befindet sich seit dem Jahr 2000 ein vollständig überdachter Bereich in Form eines sich spiralförmig windenden Pavillonbaus. Der Baukörper dient als Eingangs- und Wartebereich für die Aufzüge und beherbergt einen Andenkenladen. Der größtenteils verglaste Pavillon besteht an den Wandfassaden aus 634 Fenstern, das Dach ist aus 356 Fensterscheiben, die zu 55 % aus Glas bestehen, zusammengesetzt. Der Basisbau hat eine Nutzfläche von 2136 Quadratmeter, misst vom Boden bis zum Dach 12,2 Meter und bietet mehr als 1100 Personen Platz. Vor dem Bau des Pavillons war der Eingang lediglich durch einen spärlich überdachten Bereich gestaltet.
Auf Höhe der untersten horizontalen Zwischenebene auf 30,5 Metern befindet sich der zweistöckige Pavillon SkyLine aus Glas und Metall. Er wird aufgrund der Höhe in Fuß auch 100-Foot level genannt. Er wurde 1982 anstelle der unteren Plattform angebracht, die in der ursprünglichen Planung vorgesehen war, aber nicht umgesetzt wurde. Der Pavillon kann für verschiedene Anlässe von Gruppen zwischen 20 und 360 Personen angemietet werden.

### Turmkorb und Spitze

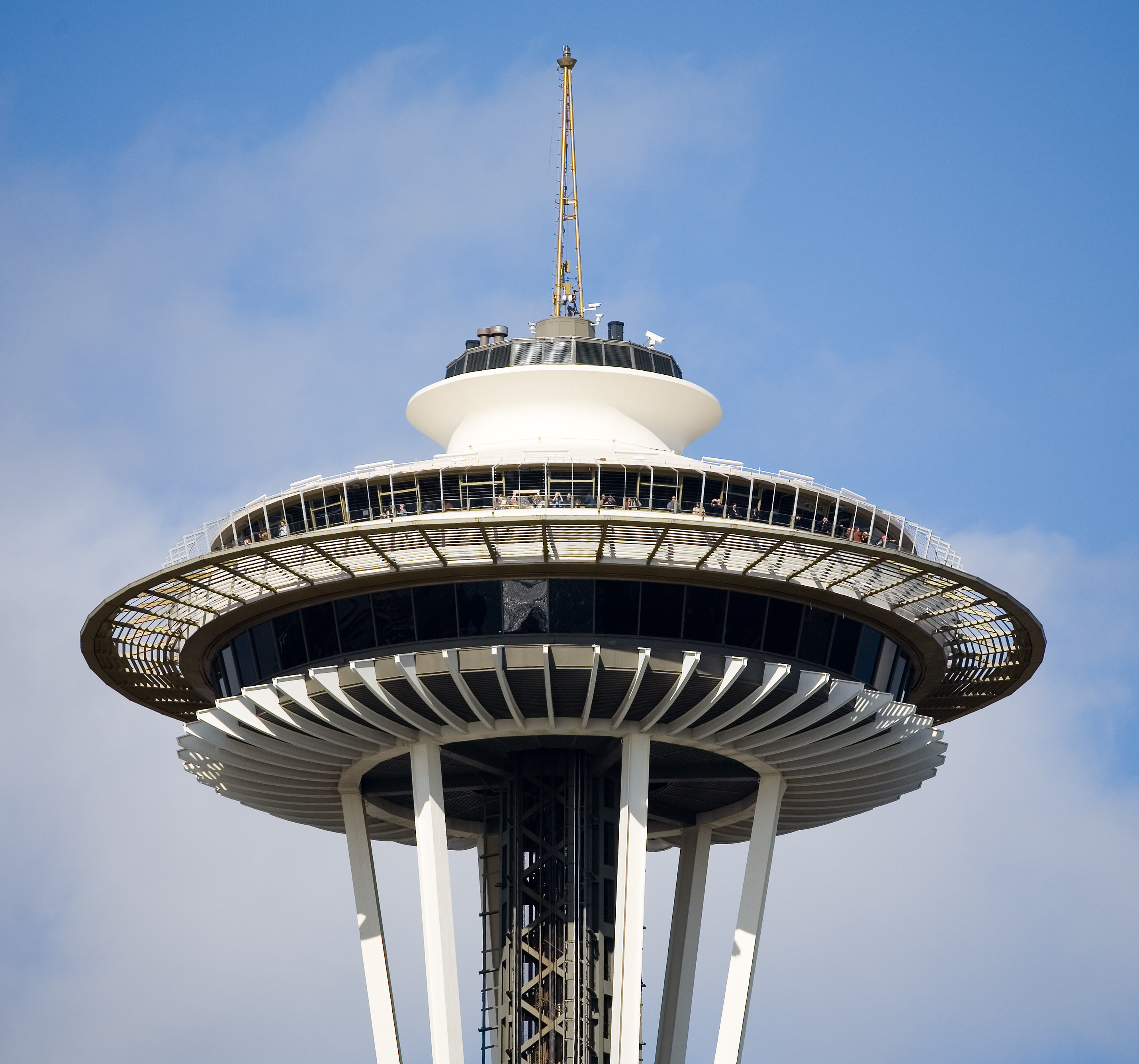
Turmkorb

Der viergeschossige zylindrische Turmkorb trägt zwei weiße Lamellenringe, die deutlich aus dem Baukörper auskragen. Abgeschlossen wird der Turmkorb von einem einer umgedrehten Untertasse ähnelnden Dach mit einem Mast, an deren Spitze sich die Flugbefeuerung befindet.
Im unteren Geschoss des Turmkorbs auf 152,4 Metern Höhe befinden sich eine Cocktail-Lounge, das Drehrestaurant SkyCity mit 300 Sitzplätzen sowie – in einem abgetrennten Bereich ins Innere versetzt – die Küche. Der 4,26 Meter breite drehbare Außenring des Geschosses ist auf Schienen gelagert und ist in den unteren Lamellenring integriert, der unterhalb des Geschosses ähnlich einer Krause hervorspringt. Der Drehmechanismus, der im Wesentlichen auf Techniken der Eisenbahn beruht, wiegt 125 Tonnen und wird von einem 1,1 kW starken Elektromotor angetrieben. Für eine volle Umdrehung benötigt der Drehring 47 Minuten. Auf dieser Etage hat der Turmkorb einen Durchmesser von 28,8 Metern. Seit 2018 ist der Drehring als Glasboden ausgebildet. Das Restaurantgeschoss ist rundum mit 48 leicht nach außen geneigten Fenstern verglast. Eines der Fenster kann für Reinigungsarbeiten geöffnet werden. Von dort ist ein Wartungskäfig, der an einer Schiene geführt wird, begehbar, um die Fensterfront von außen zu reinigen.

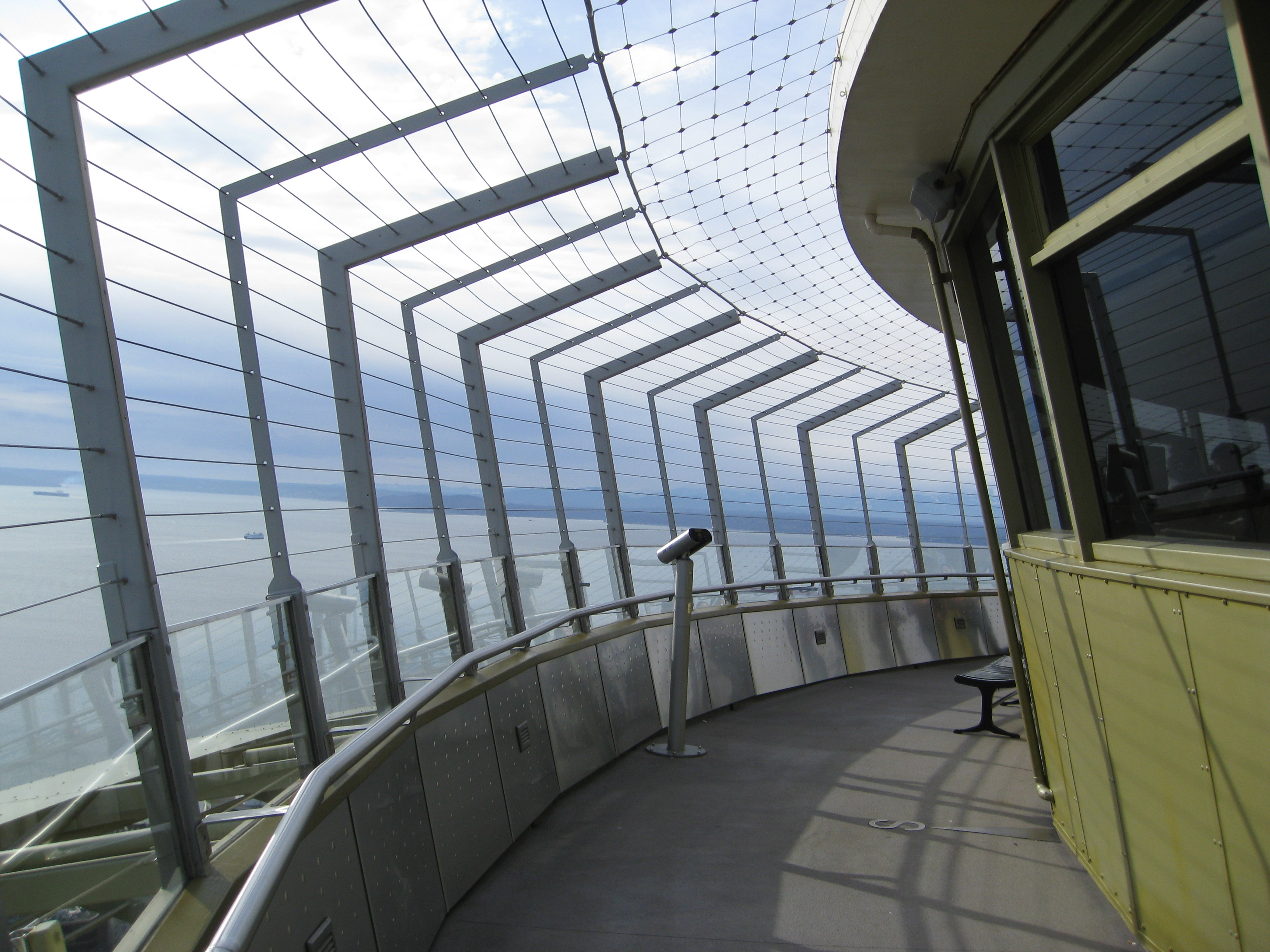
Außenbereich des Aussichtsdecks

Das zweite, von außen nicht sichtbare Geschoss beherbergt Büroräume und eine der Küche angegliederte Einheit, in der das Essen für die Restaurantgäste angerichtet und das Geschirr gewaschen wird. Diese fensterlose Etage befindet sich im Inneren des Turmkorbs. Der äußere Teil gehört zum Tragwerk der Aussichtsplattform und des zweiten Lamellenrings mit 42 Metern Durchmesser. Der keilförmige Ring dient neben der ästhetischen Profilierung des Turmkorbs auch als Sonnenschutz für das darunterliegende Restaurantgeschoss.
In der dritten Etage auf 158,5 Metern Höhe befindet sich die Aussichtsebene mit einem Café und einer Snackbar im Innenbereich. Für die Besucher besteht die Möglichkeit, sich über interaktive Audioguides die Aussicht erklären zu lassen und die Geschichte des Turms anhand von Schautafeln nachzuvollziehen. Die geschlossene Plattform wird rundherum von einer balkonartigen Freiluftplattform umgeben, deren Abschluss der Lamellenring mit größerem Durchmesser bildet. Auf der im Jahr 2001 renovierten Aussichtsplattform befinden sich im Außenbereich für die Besucher Hochleistungsfernrohre. Die Aussicht von hier bietet einen Blick auf das Stadtgebiet Seattles, die Kaskadenkette im Osten, den Mount Rainier und die Skyline der Downtown im Süden, die Elliott Bay und die Olympic Mountains im Westen sowie den Lake Union und den Mount Baker im Norden.
Im vierten, für die Öffentlichkeit nicht zugänglichen Bereich befindet sich in der Dachschräge ein Betriebsgeschoss, welches die Klimaanlage sowie die Installation der Heizung und Lüftung beherbergt. Im wulstartigen Abschluss des Daches ist der Maschinenraum der Aufzugsanlage untergebracht und Einrichtungen für die Frischluftzufuhr des Turms. Die auf der Fahnenmastspitze befindliche rote Warnleuchte für den Flugverkehr wird durch einen Gasbrenner betrieben, der im Mastbereich integriert ist. Auf dem Turmkorb sind 24 Blitzableiter angebracht, ein weiterer befindet sich auf der Turmspitze. Diese sind mit einem großen Kupferring verbunden, der am Schaft entlang ins Erdreich ableitet.

### Aufzüge

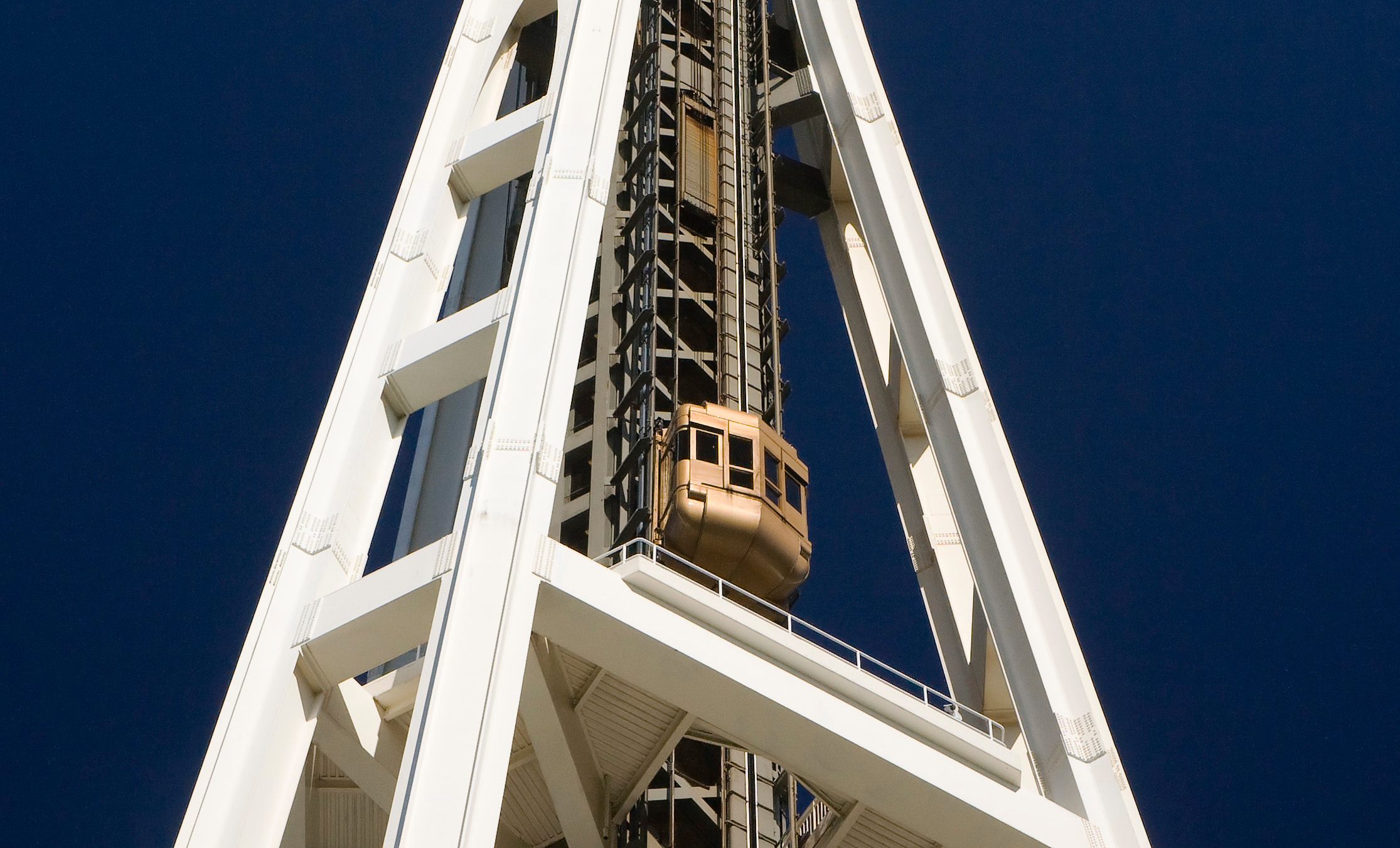
Fahrstuhl

Die beiden außen am Schaft verlaufenden Personenaufzüge haben verschiedenfarbige Kabinen – die eine ist blau, die andere goldgelb. Jede wiegt 6350 kg, kann bis zu 25 Personen bzw. 2041 kg Last transportieren, und wird von sieben Seilen getragen, die jährlich ausgewechselt werden. Aus Sicherheitsgründen ist die Seilstärke so kalkuliert, dass selbst ein Seil allein noch das Gewicht der Kabine halten könnte. Für den Fall, dass alle Seile durchtrennt werden würden, würde ein Notbremssystem den Absturz der Kabine verhindern. Das Gegengewicht der Aufzüge hat eine um rund 40 % größere Masse als die voll beladene Kabine. Die Fahrgastzellen sind abgerundet, passen sich damit dem Design des Bauwerks an, und ihr Aussehen erinnert an Raumsonden.
Die Aufzüge verkehren mit einer Geschwindigkeit von 243 Metern pro Minute und überwinden den Höhenunterschied bis zur Aussichtsplattform in 43 Sekunden. Bei hohen Windgeschwindigkeiten werden die Fahrstühle auf die Hälfte der Geschwindigkeit gedrosselt. Bei sehr starken Stürmen wird die Space Needle für die Öffentlichkeit geschlossen. Der rote Lastenaufzug verkehrt standardmäßig mit einer Geschwindigkeit von 121 Metern pro Minute und wird nur gelegentlich für die Personenbeförderung eingesetzt. Alle Aufzüge wurden 1993 für 1,5 Millionen Dollar ersetzt.

## Rezeption

### Architektonische Einordnung
Die Bedeutung der Space Needle für die Stadt fasste die Denkmalbehörde 1999 in ihrer Begründung, das Bauwerk zur historischen Landmarke zu erklären, wie folgt zusammen:

“The Space Needle marks a point in history of the City of Seattle and represents American aspirations towards technological prowess. [It] embodies in its form and construction the era’s belief in commerce, technology and progress.”

„Die Space Needle stellt einen historischen Meilenstein in der Geschichte der Stadt Seattle dar und repräsentiert die amerikanischen Bestrebungen um technologische Fähigkeiten. Der Turm verkörpert durch seine Form und Konstruktion ein Zeitalter des Glaubens an den kommerziellen und technologischen Fortschritt.“

Neben dem 324 Meter hohen Pariser Eiffelturm und dem 228 Meter hohen Tower of the Americas in San Antonio gehört die Space Needle zu den höchsten Türmen, die speziell für eine Weltausstellung permanent errichtet wurden. Nach dem Eiffelturm gehört die Space Needle zu den bekanntesten dieser Bauwerke. Gerade die Verwendung von Stahl, im Gegensatz zu den Mitte der 1950er Jahre aufkommenden Stahlbetontürmen, lässt ihn wie eine moderne Antwort und Weiterentwicklung auf Gustave Eiffels Meisterwerk erscheinen. Die Architektur des Turms war so ausgerichtet, dass sie eine Vision der auf das Weltraumzeitalter bezogenen Zukunft aufzeigen und reflektieren sollte. Der Lamellenring an der Aussichtsplattform lässt den Turmkorb nicht nur gestalterisch flacher und wie eine Fliegende Untertasse wirken, sondern erinnert gleichzeitig an die Saturnringe. Das Drehrestaurant der Space Needle gehört zu den ersten weltweit und gilt als wegweisend für die Errichtung ähnlicher Restaurants in den 1960er und 1970er Jahren. Eine formtechnische Anlehnung der drei aufstrebenden, aerodynamisch gestalteten Pfeiler findet sich erst in teilweise Jahrzehnte später gebauten Türmen wieder wie dem CN Tower in Toronto (1976), dem Stratosphere Tower in Las Vegas (1996), dem Menara Alor Setar (1998) oder im Macau Tower (2001).
Die Idee einen Turm als Nadel zu benennen wurde Anfang der 1970er Jahre im Finnland aufgegriffen als in der Stadt Tampere von 1970 bis 1971 der Näsinneula entstand. Die Bezeichnung leitet sich vom gelegenen See Näsi und dem finnischen Wort für Nadel neula her.

### Bedeutung und Würdigung in der Gesellschaft

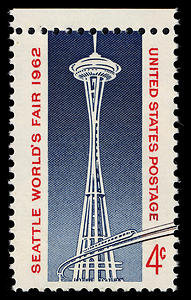
Sondermarke zur Weltausstellung 1962

Der Pressesprecher der Weltausstellung, Jay Rockey, schaffte es, dass die Weltausstellung 1962 gleich zwei Mal Titelthema des Life-Magazin wurde. In der Februar-Ausgabe war der Turmkorb der Space Needle auf dem Titelbild zu sehen und wuchs schnell zu einem Symbol heran, das sinnbildlich nicht nur für die Ausstellung und die Stadt stand, sondern dem vergleichsweise kleinen Seattle zu einem Ruf verhalf, der die Stadt in die Nähe der großen Metropolen der Welt rückte.
Die US-amerikanische Post gab zur Weltausstellung 1962 am 25. April eine Sondermarke mit einer Darstellung der Space Needle und der Einschienenbahn heraus. Die Marke mit einer Frankatur von 4 Cent hatte eine Auflage von 147.310.000 (Scott-Katalog #1196).
Die 1997 gegründete Fußballmannschaft Seattle Sounders trägt die Space Needle in ihrem Teamlogo. Auch in der Frauenbasketballmannschaft Seattle Storm bildet der Turm seit 2000 einen Teil des Teamlogos. In Gatlinburg am Rande des Great-Smoky-Mountains-Nationalparks im Bundesstaat Tennessee trägt ein 124 Meter hoher Aussichtsturm aus dem Jahr 1970 ebenfalls den Namen Space Needle.
Der Spielzeughersteller Lego brachte im Rahmen seiner „Architecture“-Serie von architektonisch bedeutsamen Bauwerken einen 57-teiligen Bausatz der Space Needle heraus.

### Rezeption in den Medien
Aufgrund seiner Symbolkraft für Seattle und den gesamten Nordwesten der Vereinigten Staaten war die Space Needle in zahlreichen Filmen Handlungsort oder wurde dementsprechend als bedeutende Landmarke mit Wiedererkennungscharakter gezeigt.
Bereits 1963 wurde der Turm in dem Musicalfilm mit Elvis Presley It Happened at the World’s Fair als Handlungsort verwendet. Im Film Zeuge einer Verschwörung von 1974 wird der Aussichtsturm als zentraler Handlungsort eines politischen Attentats genutzt. Es kommt zu einer kurzen Verfolgungsjagd auf dem Dach des Bauwerks. In der Agentenkomödie Austin Powers – Spion in geheimer Missionarsstellung wurde im Turm eine futuristische Starbucks-Filiale eingerichtet. Die in Seattle spielende Krankenhausserie Grey’s Anatomy hat ihren Haupthandlungsort am fiktiven Krankenhaus Seattle Grace Hospital, dessen Drehort sich in der Nähe zur Space Needle befindet. Die ebenfalls in Seattle spielende Sitcom Frasier zeigt wiederkehrend den Aussichtsturm und hat sein Konterfei in seinem Serienlogo als Skyline der Stadt eingebunden.
In der Folge „Bart verkauft seine Seele“ der siebten Staffel von Die Simpsons spielt die Space Needle bei Itchy & Scratchy in „Skinless in Seattle“ eine wichtige Rolle.
Selbst in düsteren Science-Fiction-Formaten wie der Serie Dark Angel wird das Wahrzeichen immer wieder thematisiert und als Handlungsort eingebunden. In der Dokuserie Zukunft ohne Menschen stürzt die Space Needle in sich zusammen, ebenso in den Katastrophenfilmen 10.5 – Die Erde bebt und Der Supersturm – Die Wetter-Apokalypse (Seattle Superstorm). In beiden Filmen stürzt der Turm zu Boden. Das Echtzeitstrategiespiel World in Conflict spielt in einem Kalter-Krieg-Szenario, das in einem zerstörten Seattle stattfindet, in dem der Turm unversehrt geblieben ist. Dieser kann im Gefechtskampf jedoch zerstört werden.
Auch in der Fantasy-Serie The Shannara Chronicles ist die umgestürzte Space Needle zu sehen.
In dem Action-Adventure „inFAMOUS: Second Son“ gilt es in einer Mission die Space Needle zu erklimmen und auf dem Dach einen Kampf auszuführen. Die virtuelle Kopie ist dort sehr genau dem Bauwerk nachempfunden.